# Enkhengal
Enkhengal va ser el nom d'un rei que va governar a Lagaix cap al 2570 aC fins potser el 2520 aC, que podria ser la mateixa persona que el rei Mesalim de Kix, que se sap que va governar a Lagaix, o un ensi designat per ell. Va ser el fundador de la primera dinastia de Lagaix.